# Technical Systems Consultants
Technical Systems Consultants (TSC) var ett amerikanskt mjukvaruföretag.
Företaget etablerades först i West Lafayette, Indiana för att 1981-1982 flytta till Chapel Hill, North Carolina. Företagets primära produkt var ett operativsystem för Motorolas 6800/6809 processorer som levererades till företaget en:SWTPC för deras en:SWTPC_6800 mikrodator. Dessa var mini-FLEX, FLEX 1.0 och FLEX 2.0.

## Produkter
Förutom Mini-FLEX, FLEX 1.0 och FLEX 2.0 utvecklades TSC ytterligare operativsystem för Motorola 6809.

### FLEX 9
I slutet på 1979 presenteras sex nya programvaror för Motorola 6809-processorn:
- 6809 FLEX Disk Operating System (FLEX 9.0)
- Text Editing System
Textredigeraren, inkluderad i FLEX, är en förbättrad version av textredigeraren för 6800. Den är rad- och innehållsorienterad med teckensträngar, lokala och globala instruktioner.
- Macro Assembler
Assemblern stöder makron och villkorlig assemblering och hanterar 6809, 6800 och 6801 mnemonics.
- Debug Package
- 6809 Standard Basic
Standard Basic är en snabb interpreterande tolk med 6 decimalers flyttals-upplösning.
- 6809 Extended Basic
Den utökade versionen av Basic har samma funktionalitet som Standard Basic men har 17 decimalers flyttals-upplösning samt ett antal utökade programfunktioner

### Generell FLEX och UniFLEX
I mars 1980 presenteras två stora nyheter.
- En generell version av FLEX, för 6800 och 6809-processorerna, där användaren själv kunde skriva egna drivrutiner för terminal-I/O och diskett-enheter. Denna version baseras på FLEX 9.0 och levereras med en 100-sidig manual med källkodsexempel för terminal-I/O och diskdrivrutiner.
- UniFLEX, ett fleranvändar och multikörande UNIX-liknande operativsystem avsett för SWTPC's S/09-system

### Övrig programvara
TSC utvecklade ett antal olika program utöver deras FLEX operativsystem. Programkatalogen innehöll ett flertal högnivåspråk men även lågnivåspråk såsom assembler och kors-kompilatorer.
| Programnamn                      | 6809-version | 6800-version |
| -------------------------------- | ------------ | ------------ |
| Basic                            | 17           | 15           |
| Extended Basic                   | 24           | 22           |
| 6809 Pascal                      | 12           | -            |
| Fortran 77                       | 3            | -            |
| Relocating Asmb & Linking Loader | 1            | -            |
| Basic Precompiler                | 3            | 2            |
| Extended Basic Precompiler       | 4            | 2            |
| Text Editing System              | 2            | n/a          |
| Assembler                        | 2            | n/a          |
| Text Processing System           | 4            | n/a          |
| Sort/Merge                       | 3            | 3            |
| Debug                            | 19           | n/a          |
| 6809 Cross Assembler             | -            | 2            |
| 68000 Cross Assembler            | 7            | -            |